# Balta Sărată, Teleorman
Balta Sărată este un sat în comuna Crângeni din județul Teleorman, Muntenia, România. Se află în partea de vest a județului, în Câmpia Boianului. La recensământul din 2002 avea o populație de 918 locuitori.